# Holopyga chrysonota chrysonota
Holopyga chrysonota chrysonota é uma subespécie de insetos himenópteros, mais especificamente de vespas pertencente à família Chrysididae.
A autoridade científica da subespécie é Förster, tendo sido descrita no ano de 1853.
Trata-se de uma subespécie presente no território português.